# Look Out (Montserrat)
Look Out of Lookout is een dorp op Montserrat, een overzees gebiedsdeel van het Verenigd Koninkrijk. Het is een nieuw dorp dat na de uitbarsting van Soufrière in 1995 is gebouwd.
Het dorp ligt op het noordoostelijke deel van het eiland en grenst aan het enige vliegveld van Montserrat: Gerald's Airport. In Look Out is ook Look Out Primary gevestigd, een van de twee (basis)scholen van Montserrat. Ook ligt het Blakes Estatestadion in dit dorp.
Look Out ligt op een heuvel met uitzicht op de Atlantische Oceaan. De huizen zijn geschilderd in Pastelkleuren. In 1997 werden twee van de drie katholieke kerken op het Montserrat door de vulkaan verwoest. De katholieke Augustinusschool uit 1872 bleef gespaard. In 2009 werd de nieuwe St. Patrick's Church in Look Out ingewijd.
Brades · Little Bay · Look Out · Olveston · Plymouth*

 *verlaten plaats